# Zmiany granic miast w Polsce w 2010
Zmiany granic miast w 2010 roku - zmiany granic administracyjnych miast w Polsce, które nastąpiły 1 stycznia 2010 r. na podstawie rozporządzenia Rady Ministrów z 28 lipca 2009 r.
| Miasto (województwo)                        | Powierzchnia przed zmianą | Powierzchnia po zmianie | Włączany/wyłączany obszar   | Włączona/wyłączona powierzchnia |
| ------------------------------------------- | ------------------------- | ----------------------- | --------------------------- | ------------------------------- |
| Koszalin (województwo zachodniopomorskie)   | 83,31 km²                 | 98,34 km²               | Jamno i Łabusz              | 15,03 km²                       |
| Krzeszowice (województwo małopolskie)       | 16,92 km²                 | 16,97 km²               | skrawki Siedlca             | 0,05 km²                        |
| Lubliniec (województwo śląskie)             | 89,84 km²                 | 89,36 km²               | część Kokotka               | 0,48 km²                        |
| Łapy (województwo podlaskie)                | 11,94 km²                 | 12,14 km²               | część Płonki Kościelnej     | 0,20 km²                        |
| Przemyśl (województwo podkarpackie)         | 43,78 km²                 | 46,17 km²               | Kruhel Wielki               | 2,39 km²                        |
| Rawa Mazowiecka (województwo łódzkie)       | 13,86 km²                 | 14,28 km²               | część Boguszyc              | 0,42 km²                        |
| Reda (województwo pomorskie)                | 29,53 km²                 | 34,92 km²               | Moście Błota                | 5,39 km²                        |
| Rzeszów (województwo podkarpackie)          | 97,60 km²                 | 116,36 km²              | Budziwój i część Miłocina   | 18,76 km²                       |
| Szczecinek (województwo zachodniopomorskie) | 37,15 km²                 | 48,48 km²               | Trzesieka i część Sitna     | 11,33 km²                       |
| Zwierzyniec (województwo lubelskie)         | 4,82 km²                  | 6,19 km²                | części: Obroczy i Wywłoczki | 1,37 km²                        |
| Żuromin (województwo mazowieckie)           | 11,11 km²                 | 11,18 km²               | część Wiadrowa              | 0,07 km²                        |